# Ferenc Pavlics

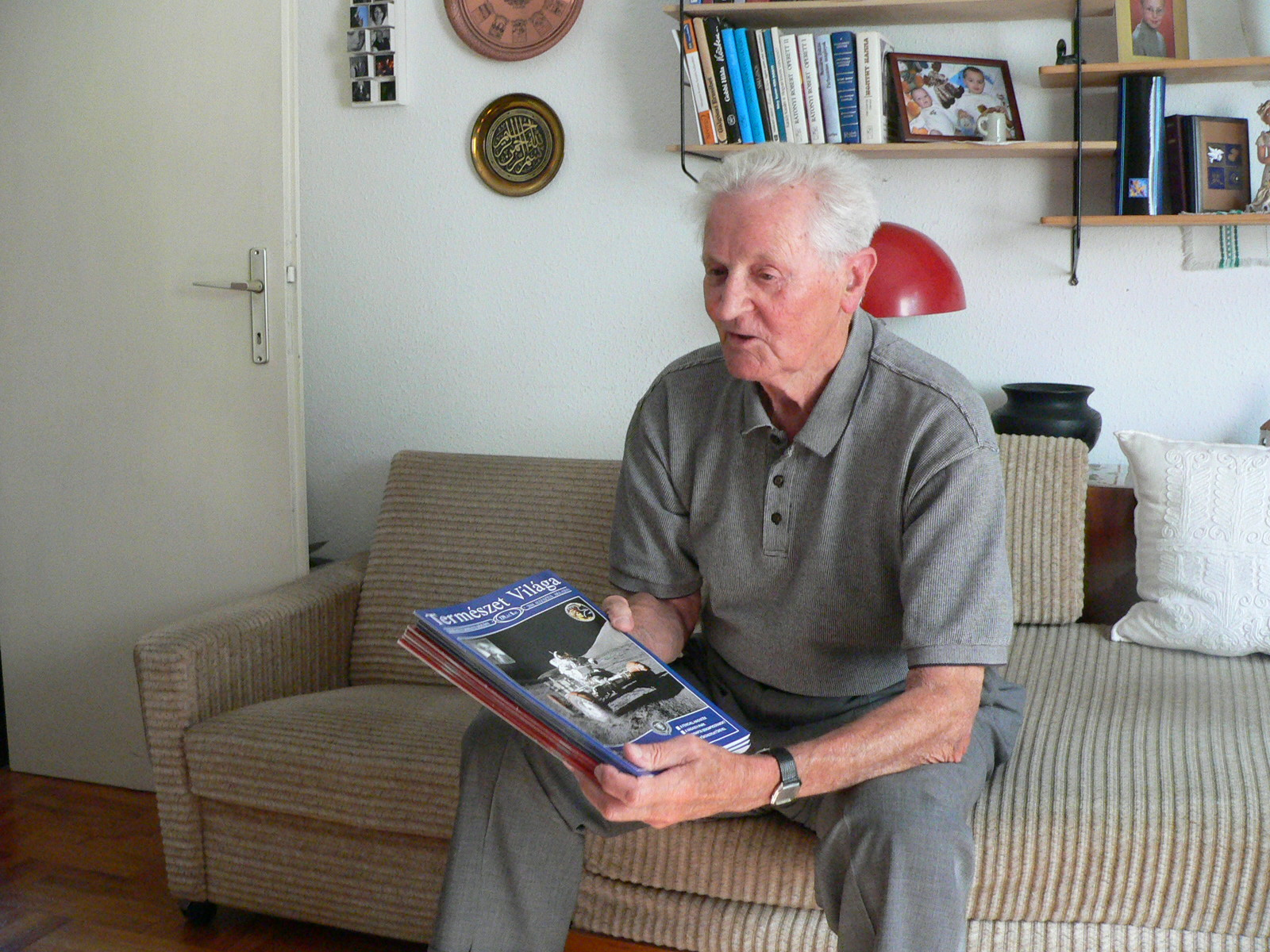
Ferenc Pavlics (2010)

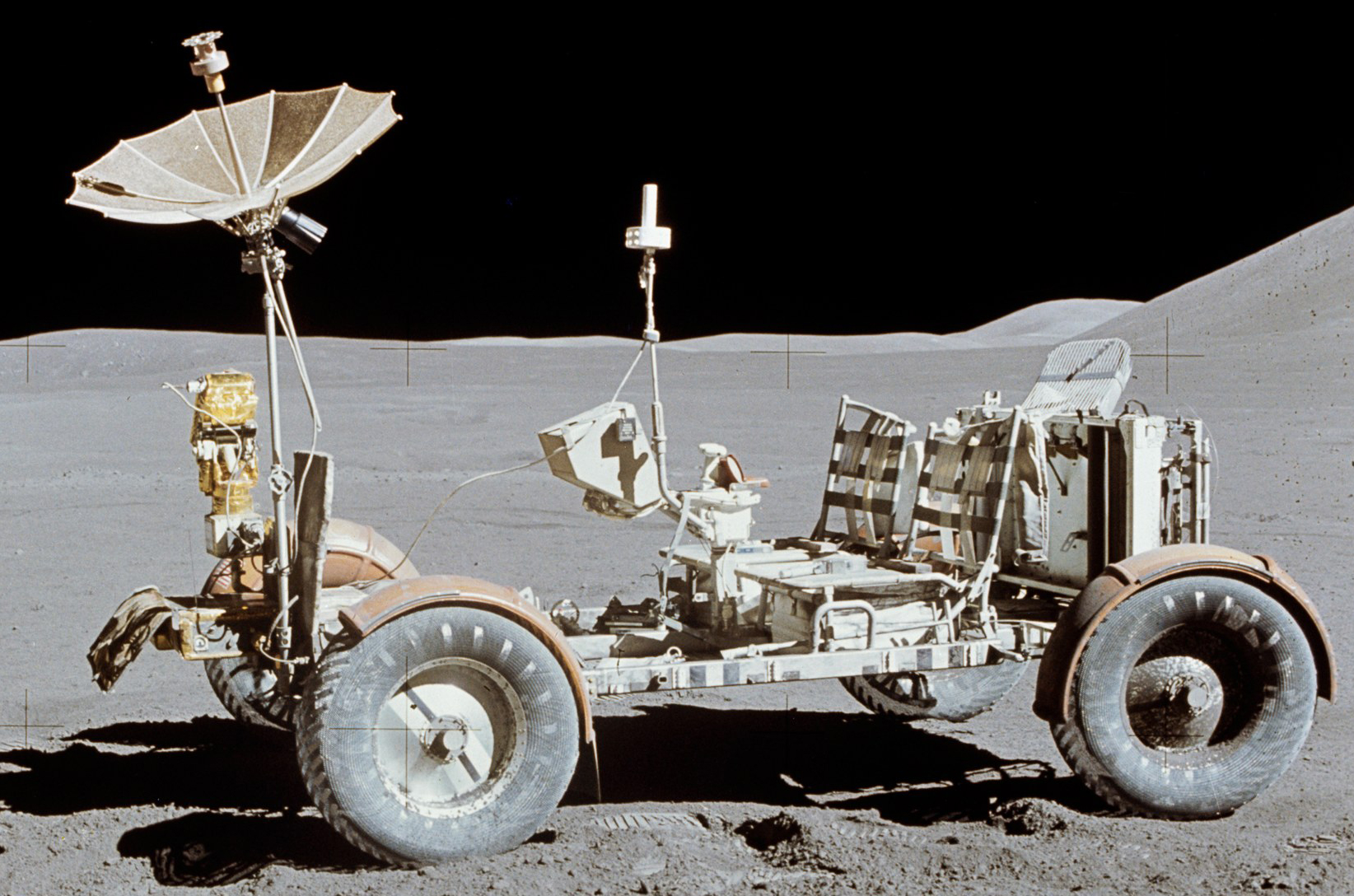
Das Lunar Roving Vehicle der Mission Apollo 15

Ferenc Pavlics (* 3. Februar 1928 in Balozsameggyes, Königreich Ungarn; † vor oder am 15. Februar 2024 in Santa Barbara, Kalifornien) war ein ungarischer Ingenieur und maßgeblicher Entwickler des bei den NASA-Apollo-Missionen verwendeten Lunar Roving Vehicle.

## Leben
Ferenc Pavlics wurde 1928 in Balozsameggyes (Komitat Vas) geboren. Sein Vater Károly Pavlics und seine Mutter Rosina Perusich waren Lehrer und unterrichteten an der Grundschule von Balozsameggyes. Eine schwere Krankheit im Alter von sechs Jahren kostete ihn fast das Leben, jedoch erholte er sich nach einer Operation. Pavlics besuchte die Grundschule im Ort und wurde zunächst von seiner Mutter, dann von seinem Vater unterrichtet. Die Faludi-Ferenc-Schule in Szombathely schloss er 1946 ab und studierte an der Technischen Universität von Budapest. Diese schloss er 1950 als Ingenieur für Mechanik ab.
Pavlics arbeitete zunächst am Gépipari Tervező Intézet (Maschinenbau-Institut). Nach der Ungarischen Revolution 1956 verließen er und seine spätere Frau Klára Schwáb zusammen das Land. Die erste Station war Österreich, dann die Vereinigten Staaten. Drei seiner Geschwister verließen ebenfalls Ungarn und gingen nach Australien, Schweden und in die USA.

## Karriere als Entwickler
Da Pavlics kein Englisch sprach, arbeitete er zunächst als Straßenkehrer in New Jersey. Mieczysław Bekker, ein Mitarbeiter von General Motors, wurde im Flüchtlingscamp von New Jersey auf der Suche nach Ingenieuren auf ihn aufmerksam. Er sprach mit fünf ungarischen Ingenieuren im Camp und stellte alle sofort ein.
Ferenc Pavlic und seine Frau kamen so nach Detroit. Bekker wurde sein Chef. Bekker wurde mit dem Aufbau eines neuen Labors beauftragt, das die Boden-Reifen-Wechselbeziehung untersuchen sollte. Zunächst erstellte Pavlics hauptsächlich technische Zeichnungen, stieg aber, nachdem er Englisch gelernt hatte, in die Entwicklung ein und wurde nach Santa Barbara in Kalifornien versetzt.
Dort war er maßgeblich an der Konstruktion der Reifen für das bei General Motors gefertigte Lunar Roving Vehicle beteiligt.